# Kramgoa låtar 2000
Kramgoa låtar 2000 utkom på CD och MK den 21 augusti år 2000 och är ett studioalbum av det svenska dansbandet Vikingarna.

## Låtlista
1. Ett liv i kärlek
2. Livet går ej i repris
3. Love Letters in the Sand
4. Du är det bästa som har hänt
5. Aldrig nånsin ska jag glömma dej
6. Jag vet
7. Ett steg till
8. Det kan aldrig bli vi två
9. Min bästa tid har jag kvar
10. Vi två
11. Du har fått mej tro på kärleken
12. Kom stanna kvar
13. It's Now or Never
14. En enda blick

## Listplaceringar
| Lista (2000) | Topplacering |
| ------------ | ------------ |
| Finland      | 38           |
| Norge        | 6            |
| Sverige      | 2            |

### Fotnoter
1. ↑  ”Kramgoa låtar 2000”. Svensk mediedatabas. 12 mars 2000. http://smdb.kb.se/catalog/id/001544568. Läst 1 juni 2011.
2. ↑  ”Kramgoa låtar 2000”. Svensk mediedatabas. 12 mars 2000. http://smdb.kb.se/catalog/id/001559986. Läst 1 juni 2011.
3. ↑  Michael Nystås (18 augusti 2000). ”Sövande – Vikingarna” (på svenska). Aftonbladet. http://wwwc.aftonbladet.se/noje/0008/18/vikingarna.html. Läst 10 april 2017.
4. ↑  ”Kramgoa låtar 2000” (på engelska). Finnishcharts. 12 mars 2000. http://finnishcharts.com/showitem.asp?interpret=Vikingarna&titel=Kramgoa+l%E5tar+2000&cat=a. Läst 2 juli 2008.
5. ↑  ”Kramgoa låtar 2000” (på engelska). Norwegiancharts. 12 mars 2000. http://norwegiancharts.com/showitem.asp?interpret=Vikingarna&titel=Kramgoa+l%E5tar+2000&cat=a. Läst 2 juli 2008.
6. ↑  ”Kramgoa låtar 2000” (på engelska). Swedishcharts. 12 mars 2000. http://swedishcharts.com/showitem.asp?interpret=Vikingarna&titel=Kramgoa+l%E5tar+2000&cat=a. Läst 2 juli 2008.